# Accademia tiberina
L'Accademia tiberina è un'istituzione fondata a Roma nel 1813 con lo scopo di "coltivare le scienze e le lettere latine ed italiane".
In data 21 gennaio 1955 entrò in vigore il nuovo Statuto, per cui la denominazione dell’Istituzione venne così modificata Accademia Tiberina, Istituto di Cultura Universitaria e di Studi Superiori.

## Storia
L'Accademia tiberina nacque da una scissione dell'Accademia ellenica, un sodalizio fondato dall'archeologo Antonio Nibby nel 1809 con lo scopo di promuovere gli studi della lingua greca. Nell'impossibilità di far cessare delle gravi discordie nate in seno all'Accademia ellenica, l'arconte della stessa società, l'archeologo e storico Antonio Coppi, insieme con altri venticinque soci (tra cui Giuseppe Gioachino Belli, Pietro Sterbini, Jacopo Ferretti e l'editore e filologo Filippo de Romanis) decisero, in un'adunanza che si tenne il 9 aprile 1813 nell'abitazione di Coppi in via della Scrofa n. 95, di uscire dall'Accademia ellenica e di fondarne una nuova: l'Accademia Tiberina. Coppi, primo presidente, ne scrisse l'atto costitutivo nel quale si enunciava il proposito di impegnarsi, oltre che allo studio delle lingue classiche e della lingua italiana in senso puristico, al miglioramento dell'agricoltura nell'Agro Romano e alla compilazione di una storia di Roma nel Medioevo.
Le personalità che hanno fatto parte dell'Accademia tiberina sono molto numerose: poeti (Giuseppe Gioachino Belli, Vincenzo Monti, Alessandro Manzoni ecc.), scrittori (Massimo d'Azeglio, René de Chateaubriand, Domenico Gnoli, Giovanni Papini, Francesco Valli, ecc.), filosofi (Benedetto Croce, Giovanni Gentile), scienziati (Marie Curie, Guglielmo Marconi, Enrico Fermi, Carlo Rubbia, ecc.), musicisti (Gioachino Rossini, Vincenzo Bellini, Franz Liszt, Ottorino Respighi, ecc.), scultori (Antonio Canova, Marino Marini, Francesco Messina, Giacomo Benevelli, ecc.). Numerosi sono stati i cardinali cinque dei quali sono diventati papi (Pio VIII, Gregorio XVI, Pio IX, Leone XIII e Pio XII).
Nel 1936 l'Accademia tiberina, come altre accademie (per es. l'Accademia dei Lincei) venne incorporata nella Reale Accademia d'Italia. Riacquistò l'autonomia il 5 aprile 1949, ma perdette il titolo di pontificia università, rimanendo di fatto nell'ambito della legislazione italiana giuridicamente ascrivibile alle associazioni prive di personalità giuridica.